# Enhörningsföretag
Enhörningsföretag, även unicorn, enhörning, enhörningsklubben, är en benämning på uppstartsbolag (startupbolag) som är värderade till över en miljard dollar. Begreppet myntades 2013 av riskkapitalisten Aileen Lee i en text till nättidningen Techcrunch.
Lee beskrev i sin artikel hur svårt det är att bygga ett techföretag från grunden och få det värderat till en miljard dollar. Lee valde att likna detta med ovanligheten att se en enhörning. Sedan 2013 har begreppet kommit att även inkludera mjukvarubolag. Lees företag Cowboy Ventures genomförde 2013 en undersökning av amerikanska uppstartsbolag som värderats till 1 miljard dollar och fann att det fanns 39 enhörningsföretag. I februari 2020 fanns det över 400 enhörningsföretag globalt.
Efter Silicon Valley i USA var Sverige 2018 det land som producerat flest enhörningar per capita. I augusti 2018 fanns det 21 svenska enhörningsföretag, bland dem Klarna, Careem och Apotea.
I takt med att techbolag värderas allt högre har nya begrepp uppkommit – decacorns (privata företag värderade till 10 miljarder dollar) och hectocorns (privata företag värderade till 100 miljarder dollar).